# 河東機場站
河東機場站位于中华人民共和国宁夏回族自治区银川市灵武市银川河东国际机场西侧地下，是银兰高速铁路的一座车站，由中国铁路兰州局集团银川车站管辖，2019年12月29日随银兰高速铁路银中段开通而投入使用。

## 车站结构
本站分地上一层、地下两层，设有2个站台面。

## 接驳交通

### 公交车
- 银川河东国际机场站：机场巴士
- 临河镇站：610路

### 客机
- 银川河东国际机场的班次

## 周边
- 银川河东国际机场
- 临河村村委会
- 临河镇人民政府